# Калесник, Сергей Иванович
Сергей Иванович Калесник (бел. Сяргей Іванавіч Калеснік; 28 января 1970, Гомель, Белорусская ССР, СССР) — советский и белорусский гребец на байдарке, заслуженный мастер спорта СССР (1990), трёхкратный чемпион мира и трёхкратный чемпион СССР в одиночке (1989, 1990, 1991).
С 2015 года директор футбольного клуба «Днепр» Рогачев.
Окончил БГИФК.